# Don Bosco SC
Don Bosco SC é um clube de futebol do Sri Lanka, sediado em Negombo, que disputa o Campeonato nacional do país

## História
O clube foi campeão nacional em 2010, conquistando assim o direito de representar o país na Copa dos Presidentes da AFC de 2011 que foi disputada em Camboja. Na Copa dos Presidentes da AFC de 2011 a equipe não conseguiu passar para a próxima fase, pois foi eliminada ainda na primeira fase sem vencer nenhum jogo e ficando na última colocação no grupo A da Copa dos Presidentes da AFC de 2009.

## Campanha do clube na Copa dos Presidentes da AFC de 2011
| Equipe              | Pts | J | V | E | D | GP | GC | SG |
| ------------------- | --- | - | - | - | - | -- | -- | -- |
| Neftchi Kochkor-Ata | 9   | 3 | 3 | 0 | 0 | 5  | 0  | +5 |
| Phnom Penh Crown    | 6   | 3 | 2 | 0 | 1 | 4  | 1  | +3 |
| Abahani Limited     | 3   | 3 | 1 | 0 | 2 | 4  | 4  | 0  |
| Don Bosco           | 0   | 3 | 0 | 0 | 3 | 1  | 9  | -8 |

| 21 de Maio de 2011 | Neftchi Kochkor-Ata           | 2 - 0     | Abahani Limited | National Olympic Stadium, Phnom Penh         |
| 13:30              | Adzhiniiazov 10' · Pavlov 33' | Relatório |                 | Público: 3,000 Árbitro: AUS Strebre Delovski |

| 21 de Maio de 2011 | Phnom Penh Crown                       | 3 - 0     | Don Bosco | National Olympic Stadium, Phnom Penh           |
| 16:00              | Njoku 25' · Sokumpheak 66' · Chaya 67' | Relatório |           | Público: 6,000 Árbitro: UZB Vladislav Tseytlin |

| 23 de Maio de 2011 | Don Bosco | 0 - 2     | Neftchi Kochkor-Ata       | National Olympic Stadium, Phnom Penh     |
| 13:30              |           | Relatório | Pavlov 24' · Baldinov 65' | Público: 3,000 Árbitro: IND Singh Pratap |

| 23 de Maio de 2011 | Abahani Limited | 0 - 1     | Phnom Penh Crown | National Olympic Stadium, Phnom Penh      |
| 16:00              |                 | Relatório | Chaya 80'        | Público: 6,500 Árbitro: TJK Rustam Kholov |

| 25 de Maio de 2011 | Abahani Limited                        | 4 - 1     | Don Bosco        | National Olympic Stadium, Phnom Penh           |
| 13:30              | Rony 17' · Ibrahim 51', 61', 81' (pên) | Relatório | Arachchilage 15' | Público: 1,000 Árbitro: UZB Vladislav Tseytlin |

| 25 de Maio de 2011 | Phnom Penh Crown | 0 - 1     | Neftchi Kochkor-Ata | National Olympic Stadium, Phnom Penh         |
| 16:00              |                  | Relatório | Adjiniyazov 79'     | Público: 7,000 Árbitro: AUS Strebre Delovski |